# Glypta indivisa
Glypta indivisa là một loài tò vò trong họ Ichneumonidae.